# Seznam hor a kopců v okrese Tachov
Abecední seznam pojmenovaných vrcholů (hor a kopců) v okrese Tachov.
Na území okresu zasahují geomorfologické celky (v závorce uvedeny podcelky):
- Český les (Dyleňský les, Přimdský les, Kateřinská kotlina)
- Plaská pahorkatina (Stříbrská pahorkatina)
- Podčeskoleská pahorkatina (Chodská pahorkatina, Tachovská brázda)
- Tepelská vrchovina (Bezdružická vrchovina)

| Vrchol                           | Nadmořská výška (m) | Souřadnice                       | Podcelek              | Poloha                                       | Ref.        |
| -------------------------------- | ------------------- | -------------------------------- | --------------------- | -------------------------------------------- | ----------- |
| Apolenský vrch                   | 725,5               | 49°38′3″ s. š., 12°39′52″ v. d.  | Přimdský les          | severovýchodně od Nové Vsi                   | [ 1 ]       |
| Bažantnice                       | 543,4               | 49°46′15″ s. š., 12°38′8″ v. d.  | Tachovská brázda      | severovýchodně od Dlouhého Újezdu            |             |
| Bílý kámen                       | 577,3               | 49°50′43″ s. š., 12°47′11″ v. d. | Bezdružická vrchovina | jihovýchodně od Týnce                        |             |
| Boněnovský vrch                  | 731,6               | 49°55′22″ s. š., 12°48′35″ v. d. | Bezdružická vrchovina | severně od Boněnova                          |             |
| Borek                            | 743,7               | 49°45′5″ s. š., 12°33′46″ v. d.  | Přimdský les          | východně od Lesné                            |             |
| Borový vrch                      | 625,7               | 49°42′51″ s. š., 12°32′42″ v. d. | Přimdský les          | západně od Žebráků                           |             |
| Branka                           | 675,2               | 49°50′24″ s. š., 12°31′12″ v. d. | Dyleňský les          | severně od Branky                            |             |
| Brodské čihadlo                  | 464,0               | 49°41′55″ s. š., 12°54′28″ v. d. | Stříbrská pahorkatina | severozápadně od Brodu u Stříbra             | [ 2 ] [ 3 ] |
| Brtník                           | 678,4               | 49°44′28″ s. š., 12°36′15″ v. d. | Přimdský les          | severozápadně od Žebráků                     |             |
| Březový vrch                     | 624,7               | 49°40′9″ s. š., 12°32′34″ v. d.  | Přimdský les          | západně od Rozvadova                         |             |
| Buček                            | 517,2               | 49°38′21″ s. š., 12°51′28″ v. d. | Chodská pahorkatina   | východně od Racova                           |             |
| Bučina                           | 675,3               | 49°47′31″ s. š., 12°30′30″ v. d. | Přimdský les          | západně od Milířů                            |             |
| Bukáč (Bukač)                    | 570,5               | 49°37′8″ s. š., 12°36′52″ v. d.  | Kateřinská kotlina    | jihovýchodně od Diany                        | [ 2 ]       |
| Bukový vrch                      | 764,2               | 49°52′35″ s. š., 12°31′37″ v. d. | Dyleňský les          | západně od Broumova                          |             |
| Čapka                            | 601,3               | 49°37′24″ s. š., 12°40′38″ v. d. | Přimdský les          | severozápadně od Bezděkova                   |             |
| Čertova pláň                     | 577,3               | 49°50′17″ s. š., 12°51′41″ v. d. | Stříbrská pahorkatina | jihozápadně od Olbramova                     |             |
| Čertova skála                    | 650,2               | 49°42′57″ s. š., 12°34′53″ v. d. | Přimdský les          | jižně od Žebráků                             |             |
| Červený kopec                    | 694,6               | 49°43′9″ s. š., 12°27′35″ v. d.  | Přimdský les          | jihozápadně od Staré Knížecí Huti            |             |
| Čihadlo                          | 583,7               | 49°48′5″ s. š., 12°47′39″ v. d.  | Stříbrská pahorkatina | jihovýchodně od Pavlovic                     |             |
| Čihadlo                          | 516,3               | 49°40′19″ s. š., 12°45′17″ v. d. | Tachovská brázda      | jižně od Souměře                             |             |
| Dlouhé pole                      | 525,0               | 49°37′6″ s. š., 12°41′33″ v. d.  | Chodská pahorkatina   | na jižním okraji Bezděkova                   |             |
| Dlouhý vrch                      | 563,7               | 49°53′42″ s. š., 12°39′40″ v. d. | Tachovská brázda      | severovýchodně od Zadního Chodova            |             |
| Dlouhý vrch                      | 578,6               | 49°51′18″ s. š., 12°51′22″ v. d. | Bezdružická vrchovina | severovýchodně od Kořenu                     |             |
| Doubrava                         | 464,1               | 49°45′59″ s. š., 12°59′43″ v. d. | Stříbrská pahorkatina | severně od Stříbra                           |             |
| Doubravka                        | 493,9               | 49°40′32″ s. š., 12°48′4″ v. d.  | Tachovská brázda      | východně od Stráže                           | [ 3 ]       |
| Dubina                           | 542,7               | 49°40′58″ s. š., 12°51′9″ v. d.  | Stříbrská pahorkatina | jižně od Borovan                             |             |
| Dvorský vrch                     | 593,7               | 49°48′34″ s. š., 12°35′8″ v. d.  | Přimdský les          | jižně od Svobodky                            |             |
| Dvorský vrch                     | 516,5               | 49°40′49″ s. š., 12°46′5″ v. d.  | Tachovská brázda      | východně od Souměře                          |             |
| Evangelista                      | 470,3               | 49°45′22″ s. š., 13°1′25″ v. d.  | Stříbrská pahorkatina | severozápadně od Svinné                      |             |
| Farská stráň                     | 692,2               | 49°41′48″ s. š., 12°38′38″ v. d. | Přimdský les          | jihozápadně od Labuti                        |             |
| Farský vrch                      | 509,2               | 49°42′58″ s. š., 12°52′24″ v. d. | Stříbrská pahorkatina | jihovýchodně od Holostřev                    |             |
| Flusárenský vrch                 | 687,2               | 49°42′48″ s. š., 12°30′7″ v. d.  | Přimdský les          | jihovýchodně od Staré Knížecí Huti           |             |
| Hájek                            | 553,6               | 49°43′26″ s. š., 12°41′31″ v. d. | Tachovská brázda      | jihovýchodně od Nového Sedliště              |             |
| Hamerský vrch                    | 605,1               | 49°41′48″ s. š., 12°31′10″ v. d. | Přimdský les          | severozápadně od Nových Domků                |             |
| Hamerský vrch                    | 492,7               | 49°39′41″ s. š., 12°48′15″ v. d. | Chodská pahorkatina   | západně od Bonětic                           |             |
| Havran                           | 893,9               | 49°44′36″ s. š., 12°24′32″ v. d. | Přimdský les          | severozápadně od Staré Knížecí Huti          |             |
| Havránek                         | 783,5               | 49°44′20″ s. š., 12°25′40″ v. d. | Přimdský les          | severozápadně od Staré Knížecí Huti          |             |
| Herma                            | 602,3               | 49°51′49″ s. š., 12°53′15″ v. d. | Bezdružická vrchovina | severozápadně od Zádubu                      |             |
| Holý vrch                        | 714,0               | 49°44′45″ s. š., 12°33′8″ v. d.  | Přimdský les          | jihovýchodně od Lesné                        |             |
| Homole                           | 578,6               | 49°38′42″ s. š., 12°48′12″ v. d. | Chodská pahorkatina   | západně od Olešné                            |             |
| Homole                           | 590,6               | 49°37′13″ s. š., 12°48′32″ v. d. | Chodská pahorkatina   | jihovýchodně od Bernartic                    |             |
| Homole                           | 680,6               | 49°52′51″ s. š., 12°47′57″ v. d. | Bezdružická vrchovina | východně od Křížence                         |             |
| Homolka                          | 506                 | 49°39′13″ s. š., 12°48′20″ v. d. | Chodská pahorkatina   | severozápadně od Olešné                      | [ 2 ]       |
| Hradišťanský vrch                | 449                 | 49°38′4″ s. š., 13°0′29″ v. d.   | Stříbrská pahorkatina | jihovýchodně od Zálezel                      | [ 2 ] [ 3 ] |
| Hradišťský vrch                  | 632,8               | 49°52′15″ s. š., 12°59′18″ v. d. | Stříbrská pahorkatina | jihovýchodně od Konstantinových Lázní        |             |
| Hraniční vrch                    | 660,4               | 49°53′55″ s. š., 12°33′13″ v. d. | Dyleňský les          | západně od Broumova                          |             |
| Hrotek                           | 585,7               | 49°50′35″ s. š., 12°48′1″ v. d.  | Bezdružická vrchovina | jižně od Otína                               |             |
| Hůrka                            | 457,9               | 49°39′58″ s. š., 12°47′22″ v. d. | Tachovská brázda      | východně od Stráže                           |             |
| Hůrka (Větrný vrch)              | 518,6               | 49°47′31″ s. š., 12°41′0″ v. d.  | Tachovská brázda      | jihovýchodně od Oldřichova                   | [ 2 ] [ 3 ] |
| Hůrka                            | 466,7               | 49°44′45″ s. š., 13°0′55″ v. d.  | Stříbrská pahorkatina | jihovýchodně od Stříbra                      |             |
| Hůrka                            | 492                 | 49°46′28″ s. š., 12°57′35″ v. d. | Stříbrská pahorkatina | severovýchodně od Otročína                   | [ 3 ] [ 4 ] |
| Hůrka                            | 509,8               | 49°46′56″ s. š., 12°57′26″ v. d. | Stříbrská pahorkatina | severovýchodně od Otročín                    |             |
| Hůrka                            | 555,2               | 49°48′45″ s. š., 12°46′35″ v. d. | Bezdružická vrchovina | severozápadně od Pavlovic                    | [ 2 ]       |
| Huťský vrch                      | 701,2               | 49°43′51″ s. š., 12°27′27″ v. d. | Přimdský les          | severozápadně Staré Knížecí Huti             |             |
| Chloumek                         | 729,9               | 49°43′35″ s. š., 12°31′29″ v. d. | Přimdský les          | jižně od Lesné                               |             |
| Chlum                            | 495,6               | 49°48′34″ s. š., 13°1′37″ v. d.  | Stříbrská pahorkatina | severozápadně od Erpužic                     |             |
| Chlum                            | 609,5               | 49°37′52″ s. š., 12°52′12″ v. d. | Stříbrská pahorkatina | jihozápadně od Darmyšli                      |             |
| Jalovcový vrch                   | 650,6               | 49°41′25″ s. š., 12°41′30″ v. d. | Přimdský les          | jihovýchodně od Újezdu pod Přimdou           |             |
| Javoří                           | 526                 | 49°38′59″ s. š., 12°35′3″ v. d.  | Kateřinská kotlina    | jihozápadně od Svaté Kateřiny                | [ 2 ] [ 3 ] |
| Javořina                         | 691,9               | 49°47′45″ s. š., 12°32′40″ v. d. | Přimdský les          | jihozápadně od Zadních Milířů                |             |
| Javořina                         | 730,1               | 49°48′49″ s. š., 12°29′46″ v. d. | Přimdský les          | západně od Obory                             |             |
| Javorný vrch                     | 680,3               | 49°42′15″ s. š., 12°31′19″ v. d. | Přimdský les          | severozápadně od Nových Domků                |             |
| Jedlová                          | 495,0               | 49°45′50″ s. š., 12°53′30″ v. d. | Stříbrská pahorkatina | severozápadně od Nynkova                     |             |
| Jelenec                          | 760                 | 49°46′ s. š., 12°25′30″ v. d.    | Přimdský les          | severozápadně od Staré Knížecí Huti          | [ 2 ]       |
| Jelení vrch                      | 513,0               | 49°38′34″ s. š., 12°34′26″ v. d. | Kateřinská kotlina    | jihozápadně od Svaté Kateřiny                |             |
| Jestřábí vrch (Na Výšině)        | 788,8               | 49°52′12″ s. š., 12°31′55″ v. d. | Dyleňský les          | jihozápadně od Broumova                      | [ 2 ]       |
| Jestřábí vrch                    | 663,2               | 49°42′29″ s. š., 12°32′5″ v. d.  | Přimdský les          | severně od Nových Domků                      |             |
| Jezevčí vrch                     | 629,7               | 49°41′30″ s. š., 12°32′2″ v. d.  | Přimdský les          | západně od Nových Domků                      |             |
| Jezvinec                         | 697,6               | 49°49′5″ s. š., 12°31′19″ v. d.  | Přimdský les          | západně od Obory                             |             |
| Jirná                            | 524,2               | 49°43′43″ s. š., 13°1′16″ v. d.  | Stříbrská pahorkatina | západně od Lhoty u Stříbra                   |             |
| K Břetislavi                     | 528,0               | 49°52′25″ s. š., 12°57′25″ v. d. | Stříbrská pahorkatina | západně od Břetislavi                        |             |
| K Michalovým horám               | 602,4               | 49°53′18″ s. š., 12°47′10″ v. d. | Bezdružická vrchovina | severozápadně od Křížence                    |             |
| K Výškovicům                     | 748,1               | 49°56′14″ s. š., 12°48′58″ v. d. | Bezdružická vrchovina | severovýchodně od Výškovic na hranici okresu |             |
| Kalvárie                         | 543,5               | 49°53′25″ s. š., 12°39′41″ v. d. | Tachovská brázda      | východně od Kyjova                           |             |
| Kámen                            | 628,9               | 49°41′26″ s. š., 12°37′51″ v. d. | Přimdský les          | východně od Hošťky                           |             |
| Kamenec                          | 529,1               | 49°37′15″ s. š., 12°42′57″ v. d. | Tachovská brázda      | severně od Pavlíkova                         |             |
| Kamenice                         | 645,5               | 49°38′20″ s. š., 12°38′0″ v. d.  | Přimdský les          | severozápadně od Nové Vsi                    |             |
| Kamenička                        | 578,1               | 49°47′36″ s. š., 12°34′10″ v. d. | Přimdský les          | západně od Mýta                              |             |
| Kamenná hůrka                    | 499,3               | 49°48′59″ s. š., 13°0′53″ v. d.  | Stříbrská pahorkatina | jižně od Lomničky                            |             |
| Kamenná mohyla                   | 571,7               | 49°50′40″ s. š., 12°39′12″ v. d. | Tachovská brázda      | jihozápadně od Březí                         |             |
| Kamenný vrch                     | 750,2               | 49°51′27″ s. š., 12°32′28″ v. d. | Dyleňský les          | severozápadně od Halže                       |             |
| Kamenný vrch                     | 714,5               | 49°45′46″ s. š., 12°30′42″ v. d. | Přimdský les          | severozápadně od Lesné                       |             |
| Kamenný vrch                     | 608,2               | 49°51′43″ s. š., 12°51′38″ v. d. | Bezdružická vrchovina | jihovýchodně od Stanu                        |             |
| Kamenný vrch                     | 738,7               | 49°36′41″ s. š., 12°39′58″ v. d. | Přimdský les          | jihozápadně od Bezděkova                     |             |
| Kamenný vrch                     | 635,2               | 49°54′15″ s. š., 12°45′26″ v. d. | Bezdružická vrchovina | jihovýchodně od Dolního Kramolína            |             |
| Kamenný vrch                     | 626,4               | 49°41′25″ s. š., 12°37′44″ v. d. | Přimdský les          | východně od Hošťky                           |             |
| Kamenný vršek                    | 491,5               | 49°43′21″ s. š., 13°3′9″ v. d.   | Stříbrská pahorkatina | jižně od Lhoty u Stříbra                     |             |
| Klašnice (Klasnice)              | 487,8               | 49°45′13″ s. š., 13°4′49″ v. d.  | Stříbrská pahorkatina | severovýchodně od Sulislavi                  | [ 3 ]       |
| Kleštiny                         | 493,5               | 49°41′24″ s. š., 12°53′54″ v. d. | Stříbrská pahorkatina | západně od Brodu u Stříbra                   | [ 2 ] [ 3 ] |
| Kluzký vrch                      | 555,7               | 49°47′6″ s. š., 12°47′28″ v. d.  | Stříbrská pahorkatina | jižně od Damnova                             |             |
| Knížecí strom                    | 828,6               | 49°45′57″ s. š., 12°28′35″ v. d. | Přimdský les          | severozápadně od Lesné                       |             |
| Kňourek                          | 729                 | 49°42′43″ s. š., 12°28′24″ v. d. | Přimdský les          | jižně od Staré Knížecí Huti                  | [ 3 ]       |
| Kočičí vrch                      | 715,2               | 49°49′36″ s. š., 12°29′39″ v. d. | Přimdský les          | západně od Branky                            |             |
| Kopeček                          | 701,0               | 49°55′36″ s. š., 12°50′ v. d.    | Bezdružická vrchovina | severovýchodně od Boněnova                   |             |
| Kozí hrádek                      | 438,0               | 49°39′55″ s. š., 12°50′58″ v. d. | Tachovská brázda      | východně od Bonětiček                        |             |
| Kozí vrch                        | 532,1               | 49°52′46″ s. š., 13°0′49″ v. d.  | Stříbrská pahorkatina | severně od Dlouhého Hradiště                 |             |
| Kozí vrch                        | 481,5               | 49°47′8″ s. š., 12°44′48″ v. d.  | Tachovská brázda      | jihozápadně od Janova                        |             |
| Krasíkov                         | 637                 | 49°52′38″ s. š., 12°55′54″ v. d. | Bezdružická vrchovina | západně od Krasíkova                         | [ 3 ]       |
| Křemenec                         | 530,5               | 49°46′29″ s. š., 12°39′47″ v. d. | Tachovská brázda      | západně od Pernolce                          |             |
| Křížový vrch                     | 583,1               | 49°40′35″ s. š., 12°42′43″ v. d. | Přimdský les          | jihovýchodně od Velkých Dvorců               |             |
| Křížový vrch                     | 477,0               | 49°45′9″ s. š., 13°0′55″ v. d.   | Stříbrská pahorkatina | východně od Stříbra                          |             |
| Kšický vrch                      | 523,3               | 49°48′42″ s. š., 12°59′43″ v. d. | Stříbrská pahorkatina | severně od Kšic                              |             |
| Květná hora (Květná)             | 660,3               | 49°42′4″ s. š., 12°32′12″ v. d.  | Přimdský les          | severně od Nových Domků                      | [ 2 ]       |
| Lazurový vrch                    | 650,4               | 49°54′45″ s. š., 12°46′34″ v. d. | Bezdružická vrchovina | jihovýchodně od Pístova                      |             |
| Lísková                          | 606,3               | 49°37′7″ s. š., 12°39′7″ v. d.   | Přimdský les          | jižně od Nové Vsi                            |             |
| Lískový vrch                     | 708,5               | 49°40′56″ s. š., 12°41′8″ v. d.  | Přimdský les          | severovýchodně od Přimdy                     |             |
| Liščí vrch                       | 708,5               | 49°47′55″ s. š., 12°30′1″ v. d.  | Přimdský les          | západně od Milířů                            |             |
| Liščí vrch                       | 709,5               | 49°42′56″ s. š., 12°31′6″ v. d.  | Přimdský les          | východně od Staré Knížecí Huti               |             |
| Lobatín                          | 561,0               | 49°45′42″ s. š., 12°48′16″ v. d. | Stříbrská pahorkatina | jižně od Velké Vsi                           |             |
| Lomeček (Babka)                  | 506,7               | 49°44′44″ s. š., 12°42′44″ v. d. | Tachovská brázda      | západně od Starého Sedliště                  | [ 2 ] [ 3 ] |
| Málkovský vrch                   | 760,9               | 49°38′52″ s. š., 12°39′58″ v. d. | Přimdský les          | západně od Málkova                           |             |
| Malovický vrch                   | 586,0               | 49°44′19″ s. š., 12°48′36″ v. d. | Stříbrská pahorkatina | západně od Malovic                           |             |
| Mastník                          | 481,4               | 49°42′50″ s. š., 12°56′52″ v. d. | Stříbrská pahorkatina | jižně od Lázu                                |             |
| Milkovské čihadlo                | 675,5               | 49°53′19″ s. š., 12°55′17″ v. d. | Bezdružická vrchovina | severozápadně od Krasíkova                   |             |
| Mlýnský vrch                     | 727,5               | 49°44′56″ s. š., 12°26′44″ v. d. | Přimdský les          | západně od Lesné                             |             |
| Mlýnský vrch                     | 648,4               | 49°41′51″ s. š., 12°37′40″ v. d. | Přimdský les          | východně od Hošťky                           |             |
| Mohyla                           | 560,2               | 49°48′14″ s. š., 12°37′52″ v. d. | Tachovská brázda      | v Tachově                                    |             |
| Mraveniště                       | 812,9               | 49°45′42″ s. š., 12°25′8″ v. d.  | Přimdský les          | severozápadně od Staré Knížecí Huti          |             |
| Myslivecký vrch                  | 686,7               | 49°43′17″ s. š., 12°30′22″ v. d. | Přimdský les          | jihozápadně od Lesné                         |             |
| Myší kopec                       | 486,9               | 49°44′14″ s. š., 13°0′46″ v. d.  | Stříbrská pahorkatina | jižně od Stříbra                             |             |
| Mýtný vrch                       | 753,6               | 49°43′53″ s. š., 12°30′32″ v. d. | Přimdský les          | jihozápadně od Lesné                         |             |
| Mýtský kopec                     | 594,1               | 49°47′53″ s. š., 12°34′28″ v. d. | Přimdský les          | severozápadně od Mýta                        |             |
| Na Homoli                        | 618,8               | 49°52′32″ s. š., 12°36′23″ v. d. | Dyleňský les          | jižně od Broumova                            |             |
| Na Homoli                        | 521,2               | 49°42′13″ s. š., 12°44′43″ v. d. | Tachovská brázda      | západně od Vysočan                           |             |
| Na Hranicích                     | 792,9               | 49°46′46″ s. š., 12°27′3″ v. d.  | Přimdský les          | západně od Zadních Milířů                    |             |
| Na Chlumci                       | 534,6               | 49°53′7″ s. š., 12°40′17″ v. d.  | Tachovská brázda      | západně od Kyjova                            |             |
| Na Kopci                         | 677,0               | 49°40′14″ s. š., 12°41′19″ v. d. | Přimdský les          | jihovýchodně od Přimdy                       |             |
| Na Kopci                         | 551,8               | 49°40′32″ s. š., 12°43′38″ v. d. | Tachovská brázda      | severovýchodně od Kundratic                  |             |
| Na Mohylách                      | 477,5               | 49°44′15″ s. š., 12°56′40″ v. d. | Stříbrská pahorkatina | severozápadně od Vrbice u Stříbra            |             |
| Na Mýtince                       | 580,6               | 49°51′46″ s. š., 12°50′0″ v. d.  | Bezdružická vrchovina | jihozápadně od Stanu                         |             |
| Na Palouku                       | 535,2               | 49°50′36″ s. š., 12°49′20″ v. d. | Stříbrská pahorkatina | jihovýchodně od Křínova                      |             |
| Na Plánsku                       | 608,0               | 49°51′43″ s. š., 12°45′52″ v. d. | Bezdružická vrchovina | východně od Plané                            | [ 2 ] [ 3 ] |
| Na Rozcestí                      | 614,3               | 49°54′5″ s. š., 12°47′47″ v. d.  | Bezdružická vrchovina | východně od Michalových Hor                  |             |
| Na Skalkách                      | 769,2               | 49°45′19″ s. š., 12°27′22″ v. d. | Přimdský les          | západně od Lesné                             |             |
| Na Skalkách                      | 481,1               | 49°38′31″ s. š., 12°45′24″ v. d. | Tachovská brázda      | severozápadně od Borku                       |             |
| Na Višňovce                      | 525,1               | 49°48′26″ s. š., 12°53′ v. d.    | Stříbrská pahorkatina | jižně od Černošína                           |             |
| Na Vršku                         | 537,9               | 49°47′53″ s. š., 12°56′49″ v. d. | Stříbrská pahorkatina | severně od Víchova                           |             |
| Na Výhledech                     | 625,2               | 49°39′9″ s. š., 12°38′27″ v. d.  | Přimdský les          | jihovýchodně od Milířů                       |             |
| Na Vyhlídce                      | 753,3               | 49°43′51″ s. š., 12°29′47″ v. d. | Přimdský les          | jihozápadně od Lesné                         |             |
| Nad Dolci                        | 517,6               | 49°43′56″ s. š., 12°55′32″ v. d. | Stříbrská pahorkatina | severovýchodně od Benešovic                  |             |
| Nad Hájenkou                     | 677,7               | 49°43′57″ s. š., 12°32′25″ v. d. | Přimdský les          | jižně od Lesné                               |             |
| Nad Hájovnou                     | 665,2               | 49°47′26″ s. š., 12°32′9″ v. d.  | Přimdský les          | jihozápadně od Zadních Milířů                |             |
| Nad Hájovnou                     | 606,5               | 49°43′27″ s. š., 12°39′2″ v. d.  | Přimdský les          | západně od Nového Sedliště                   | [ 2 ] [ 3 ] |
| Nad Hájovnou                     | 548,9               | 49°50′54″ s. š., 12°51′24″ v. d. | Stříbrská pahorkatina | severozápadně od Olbramova                   |             |
| Nad Hájovnou                     | 505,5               | 49°47′ s. š., 12°41′56″ v. d.    | Tachovská brázda      | severovýchodně od Trnové                     |             |
| Nad Hřbitovem                    | 516,0               | 49°45′53″ s. š., 12°42′30″ v. d. | Tachovská brázda      | západně od Tisové                            |             |
| Nad Křížkem (Nad Křížem)         | 629,6               | 49°50′5″ s. š., 12°35′ v. d.     | Přimdský les          | severovýchodně od Halže                      |             |
| Nad Jadružemi                    | 538,9               | 49°51′33″ s. š., 12°41′13″ v. d. | Tachovská brázda      | jižně od Dolní Jadruže                       |             |
| Nad Kostelem                     | 669,4               | 49°54′35″ s. š., 12°48′20″ v. d. | Bezdružická vrchovina | východně od Boněnova                         |             |
| Nad Mlýnem                       | 585,0               | 49°47′7″ s. š., 12°33′36″ v. d.  | Přimdský les          | jihozápadně od Mýta                          |             |
| Nad Myslivnou                    | 657,1               | 49°46′50″ s. š., 12°31′52″ v. d. | Přimdský les          | západně od Zadních Milířů                    |             |
| Nad Myslivnou                    | 511,6               | 49°38′4″ s. š., 12°53′9″ v. d.   | Stříbrská pahorkatina | jihovýchodně od Darmyšli                     |             |
| Nad Novým Mlýnem                 | 428,3               | 49°44′52″ s. š., 12°57′18″ v. d. | Stříbrská pahorkatina | východně od Milíkova                         |             |
| Nad Potokem                      | 538,7               | 49°50′13″ s. š., 12°50′44″ v. d. | Stříbrská pahorkatina | jihozápadně od Olbramova                     |             |
| Nad Rašelinami                   | 576,4               | 49°39′38″ s. š., 12°32′54″ v. d. | Přimdský les          | jihozápadně od Rozvadova                     |             |
| Nad Ručinským Mlýnem             | 637,7               | 49°55′32″ s. š., 12°46′57″ v. d. | Bezdružická vrchovina | východně od Pístova                          |             |
| Nad Rybníkem                     | 486,1               | 49°46′58″ s. š., 12°43′33″ v. d. | Tachovská brázda      | severovýchodně od Lhotky                     |             |
| Nad Rybníčkem                    | 587,2               | 49°53′29″ s. š., 12°37′44″ v. d. | Dyleňský les          | západně od Zadního Chodova                   |             |
| Nad Skalkou                      | 624,7               | 49°49′51″ s. š., 12°33′16″ v. d. | Přimdský les          | severovýchodně od Horní Výšiny               |             |
| Nad Vacatou                      | 516,6               | 49°52′38″ s. š., 12°42′0″ v. d.  | Tachovská brázda      | jihozápadně od Chodové Plané                 |             |
| Nad Vodárnou                     | 589,8               | 49°55′34″ s. š., 12°57′54″ v. d. | Bezdružická vrchovina | západně od Křivců                            |             |
| Nad Vsí                          | 513,4               | 49°39′30″ s. š., 12°59′17″ v. d. | Stříbrská pahorkatina | na severozápadním okraji od Skapců           |             |
| Nad Vodojemem                    | 557,9               | 49°51′55″ s. š., 12°55′48″ v. d. | Bezdružická vrchovina | severozápadně od Lomů                        |             |
| Nad Zahradami                    | 518,7               | 49°44′46″ s. š., 12°41′26″ v. d. | Tachovská brázda      | severně od Starého Sedliště                  |             |
| Obecní les                       | 582,6               | 49°50′58″ s. š., 12°52′19″ v. d. | Stříbrská pahorkatina | severovýchodně od Olbramova                  | [ 2 ] [ 3 ] |
| Oblý (Oblý vrch)                 | 667,7               | 49°53′23″ s. š., 12°50′46″ v. d. | Bezdružická vrchovina | severně od Vysokého Jamného                  | [ 3 ]       |
| Oborský vrch                     | 656,0               | 49°49′4″ s. š., 12°32′14″ v. d.  | Přimdský les          | severně od Obory                             |             |
| Očínská výšina                   | 561,2               | 49°50′57″ s. š., 12°56′29″ v. d. | Stříbrská pahorkatina | západně od Strahova                          |             |
| Oltář                            | 710,3               | 49°50′58″ s. š., 12°30′9″ v. d.  | Dyleňský les          | severozápadně od Branky                      |             |
| Ostrovecký vrch (Ostrovský vrch) | 503,3               | 49°46′40″ s. š., 12°53′10″ v. d. | Stříbrská pahorkatina | jižně od Ostrovců                            | [ 3 ]       |
| Otročínský vrch                  | 508,2               | 49°45′56″ s. š., 12°57′17″ v. d. | Stříbrská pahorkatina | jihovýchodně od Otročína                     |             |
| Ovčí kopec                       | 705,4               | 49°39′56″ s. š., 12°39′24″ v. d. | Přimdský les          | jihozápadně od Přimdy                        |             |
| Ovčí vrch                        | 696,7               | 49°53′31″ s. š., 12°56′ v. d.    | Bezdružická vrchovina | severně od Krasíkova                         |             |
| Panský vrch                      | 561,5               | 49°40′49″ s. š., 12°35′43″ v. d. | Přimdský les          | severně od Svaté Kateřiny                    |             |
| Panský vrch                      | 565,4               | 49°41′43″ s. š., 12°49′44″ v. d. | Stříbrská pahorkatina | jižně od Kosova                              |             |
| Pastvina                         | 624,9               | 49°48′18″ s. š., 12°33′15″ v. d. | Přimdský les          | severně od Milířů                            |             |
| Pastvina                         | 593,0               | 49°55′7″ s. š., 12°44′35″ v. d.  | Bezdružická vrchovina | jihozápadně od Holubína                      |             |
| Pastvina                         | 528,0               | 49°40′32″ s. š., 12°57′33″ v. d. | Stříbrská pahorkatina | jižně od Mileva                              |             |
| Peklo                            | 715,1               | 49°44′25″ s. š., 12°32′8″ v. d.  | Přimdský les          | jižně od Lesné                               |             |
| Peklo                            | 559,1               | 49°46′28″ s. š., 12°47′50″ v. d. | Stříbrská pahorkatina | západně od Velké Vsi                         |             |
| Písečný vrch                     | 615,7               | 49°53′34″ s. š., 12°47′57″ v. d. | Bezdružická vrchovina | jihovýchodně od Michalových Hor              |             |
| Pískový vrch                     | 579,5               | 49°38′20″ s. š., 12°48′8″ v. d.  | Chodská pahorkatina   | severně od Bernartic                         |             |
| Pláň                             | 536,6               | 49°45′19″ s. š., 12°52′25″ v. d. | Stříbrská pahorkatina | východně od Lobzů                            |             |
| Planina                          | 697,9               | 49°37′43″ s. š., 12°39′49″ v. d. | Přimdský les          | východně od Nové Vsi                         |             |
| Plešivec                         | 765,8               | 49°43′3″ s. š., 12°36′49″ v. d.  | Přimdský les          | východně od Žebráků                          |             |
| Plochý vrch                      | 549,3               | 49°45′24″ s. š., 12°38′21″ v. d. | Tachovská brázda      | severozápadně od Maršových Chodů             |             |
| Pod Sedlištěm                    | 557,2               | 49°50′25″ s. š., 12°45′22″ v. d. | Bezdružická vrchovina | severovýchodně od Brodu nad Tichou           |             |
| Podhůrka                         | 466,6               | 49°43′38″ s. š., 12°58′3″ v. d.  | Stříbrská pahorkatina | severozápadně od Kladrub                     | [ 2 ] [ 3 ] |
| Polom                            | 710,5               | 49°46′36″ s. š., 12°34′25″ v. d. | Přimdský les          | severovýchodně od Písařových Vesců           |             |
| Popelový vrch                    | 765,9               | 49°42′59″ s. š., 12°29′16″ v. d. | Přimdský les          | jihovýchodně od Staré Knížecí Huti           |             |
| Pořejovský vrch                  | 707,2               | 49°43′34″ s. š., 12°37′3″ v. d.  | Přimdský les          | východně od Žebráků                          |             |
| Pořízek                          | 468,5               | 49°43′59″ s. š., 13°2′43″ v. d.  | Stříbrská pahorkatina | severně od Lhoty u Stříbra                   |             |
| Právo                            | 573,3               | 49°48′34″ s. š., 12°37′33″ v. d. | Tachovská brázda      | severně od Tachova                           |             |
| Přimda                           | 848,1               | 49°40′58″ s. š., 12°40′6″ v. d.  | Přimdský les          | severozápadně od Přimdy                      |             |
| Pšeniční vrch                    | 720,0               | 49°39′29″ s. š., 12°39′34″ v. d. | Přimdský les          | jihozápadně od Přimdy                        |             |
| Ptáčník                          | 691,2               | 49°45′33″ s. š., 12°36′14″ v. d. | Přimdský les          | jihozápadně od Dlouhého Újezdu               |             |
| Pupek                            | 733,9               | 49°47′42″ s. š., 12°29′33″ v. d. | Přimdský les          | západně od Milířů                            |             |
| Pustý vrch                       | 745,0               | 49°44′28″ s. š., 12°31′38″ v. d. | Přimdský les          | jihozápadně od Lesné                         |             |
| Pytlovský kopec                  | 524,7               | 49°47′54″ s. š., 12°55′28″ v. d. | Stříbrská pahorkatina | severovýchodně od Pytlova                    |             |
| Rapotínský vrch                  | 542,1               | 49°45′43″ s. š., 12°39′46″ v. d. | Tachovská brázda      | jihovýchodně od Velkého Rapotína             |             |
| Remízy                           | 545,2               | 49°53′44″ s. š., 12°42′44″ v. d. | Tachovská brázda      | západně od Chodové Plané                     |             |
| Roman                            | 438                 | 49°44′33″ s. š., 12°58′8″ v. d.  | Stříbrská pahorkatina | západně od Stříbra                           | [ 3 ]       |
| Rozsocha                         | 757,5               | 49°45′52″ s. š., 12°35′31″ v. d. | Přimdský les          | západně od Dlouhého Újezdu                   |             |
| Seč                              | 772,8               | 49°43′50″ s. š., 12°29′8″ v. d.  | Přimdský les          | severozápadně od Staré Knížecí Huti          |             |
| Selský les                       | 601,7               | 49°53′31″ s. š., 12°53′48″ v. d. | Bezdružická vrchovina | jihovýchodně od Vrbice u Bezdružic           |             |
| Severní vrch                     | 495,1               | 49°44′12″ s. š., 12°54′25″ v. d. | Stříbrská pahorkatina | severovýchodně od Benešovic                  |             |
| Skalka                           | 442,5               | 49°42′7″ s. š., 12°54′15″ v. d.  | Stříbrská pahorkatina | severozápadně od Brodu u Stříbra             |             |
| Sklárenský vrch                  | 592,6               | 49°40′55″ s. š., 12°36′43″ v. d. | Přimdský les          | jihovýchodně od Hošťky                       |             |
| Sklářský vrch                    | 762,8               | 49°44′34″ s. š., 12°30′16″ v. d. | Přimdský les          | jihozápadně od Lesné                         |             |
| Slepičí vrch                     | 723,8               | 49°42′40″ s. š., 12°37′30″ v. d. | Přimdský les          | severovýchodně od Hošťky                     |             |
| Slovanské hradiště               | 464,9               | 49°51′20″ s. š., 13°1′37″ v. d.  | Stříbrská pahorkatina | západně od Šipína                            |             |
| Smrčina                          | 539,9               | 49°39′16″ s. š., 12°32′53″ v. d. | Kateřinská kotlina    | jihozápadně od Rozvadova                     |             |
| Smrčina                          | 658,3               | 49°44′5″ s. š., 12°33′16″ v. d.  | Přimdský les          | severozápadně od Žebráků                     |             |
| Smrčiny                          | 683,0               | 49°44′ s. š., 12°37′49″ v. d.    | Přimdský les          | jihozápadně od Maršových Chodů               |             |
| Soví vrch                        | 583,6               | 49°49′30″ s. š., 12°45′59″ v. d. | Bezdružická vrchovina | jihozápadně od Vysokého Sedliště             |             |
| Spáleniště                       | 647,1               | 49°41′27″ s. š., 12°39′13″ v. d. | Přimdský les          | západně od Újezdu pod Přimdou                |             |
| Spálený vrch                     | 568,1               | 49°48′38″ s. š., 12°48′4″ v. d.  | Stříbrská pahorkatina | východně od Pavlovic                         |             |
| Srní                             | 542,7               | 49°48′31″ s. š., 12°58′7″ v. d.  | Stříbrská pahorkatina | severně od Záchlumí                          |             |
| Srní vrch                        | 649,1               | 49°38′23″ s. š., 12°38′17″ v. d. | Přimdský les          | severozápadně od Nové Vsi                    |             |
| Stinný vrch                      | 544,5               | 49°36′52″ s. š., 12°52′53″ v. d. | Stříbrská pahorkatina | jihozápadně od Mezholez                      |             |
| Stelka                           | 546,3               | 49°48′7″ s. š., 12°58′55″ v. d.  | Stříbrská pahorkatina | západně od Kšic                              |             |
| Strážiště                        | 485,7               | 49°41′7″ s. š., 12°57′12″ v. d.  | Stříbrská pahorkatina | severozápadně od Mileva                      | [ 2 ] [ 3 ] |
| Strážný vrch                     | 694,1               | 49°43′39″ s. š., 12°37′48″ v. d. | Přimdský les          | východně od Žebráků                          |             |
| Strážská hůrka                   | 471,8               | 49°39′56″ s. š., 12°46′48″ v. d. | Tachovská brázda      | jihovýchodně od Stráže                       |             |
| Střebelský vrch                  | 566,4               | 49°38′54″ s. š., 12°31′30″ v. d. | Přimdský les          | jihozápadně od Rozvadova                     |             |
| Studenecký vrch (Steinberg)      | 797,4               | 49°48′23″ s. š., 12°28′1″ v. d.  | Přimdský les          | západně od Obory                             | [ pozn. 1 ] |
| Studený vrch                     | 710,5               | 49°44′52″ s. š., 12°27′52″ v. d. | Přimdský les          | severně od Staré Knížecí Huti                |             |
| Suchý kopec                      | 615,6               | 49°39′11″ s. š., 12°38′ v. d.    | Přimdský les          | jihovýchodně od Milířů                       |             |
| Světecký vrch                    | 615,9               | 49°48′39″ s. š., 12°36′26″ v. d. | Přimdský les          | severozápadně od Tachova                     |             |
| Sviňomazský vrch                 | 485,8               | 49°49′52″ s. š., 13°2′ v. d.     | Stříbrská pahorkatina | severozápadně od Sviňomaz                    |             |
| Svojšínské čihadlo               | 488,3               | 49°47′1″ s. š., 12°54′50″ v. d.  | Stříbrská pahorkatina | severně od Svojšína                          |             |
| Šárka                            | 484,1               | 49°46′9″ s. š., 12°52′33″ v. d.  | Stříbrská pahorkatina | severozápadně od Řebří                       |             |
| Šibeniční hřbet                  | 484,5               | 49°48′15″ s. š., 12°44′49″ v. d. | Tachovská brázda      | jihovýchodně od Kočova                       |             |
| Šibeniční vrch                   | 496,4               | 49°40′41″ s. š., 12°47′43″ v. d. | Tachovská brázda      | jižně od Nového Dvora                        | [ 2 ]       |
| Šibeniční vrch                   | 506,6               | 49°43′24″ s. š., 12°45′35″ v. d. | Tachovská brázda      | severozápadně od Boru                        |             |
| Šibeniční vrch                   | 636,7               | 49°41′3″ s. š., 12°38′41″ v. d.  | Přimdský les          | severozápadně od Přimdy                      |             |
| Šibeniční vrch                   | 539,1               | 49°40′0″ s. š., 12°59′4″ v. d.   | Stříbrská pahorkatina | severovýchodně od Zhoře                      |             |
| Šibeniční vrch                   | 472,0               | 49°45′10″ s. š., 12°58′19″ v. d. | Stříbrská pahorkatina | západně od Stříbra                           |             |
| Šibeník                          | 756,6               | 49°39′51″ s. š., 12°40′39″ v. d. | Přimdský les          | jižně od Přimdy                              |             |
| Široká niva                      | 680                 | 49°55′22″ s. š., 12°54′8″ v. d.  | Bezdružická vrchovina | severozápadně od Kamýku                      | [ 2 ] [ 3 ] |
| Špičák                           | 595,3               | 49°54′56″ s. š., 12°58′28″ v. d. | Bezdružická vrchovina | severně od Bezdružic                         |             |
| Štádlerův kopec                  | 772,3               | 49°43′10″ s. š., 12°29′ v. d.    | Přimdský les          | jihovýchodně od Staré Knížecí Huti           |             |
| Štokovský vrch                   | 721,6               | 49°51′1″ s. š., 12°36′9″ v. d.   | Dyleňský les          | západně od Štokova                           |             |
| Témě                             | 484,8               | 49°50′16″ s. š., 12°43′51″ v. d. | Tachovská brázda      | severozápadně od Brodu nad Tichou            |             |
| Tetřeví vrch                     | 815,3               | 49°46′17″ s. š., 12°26′54″ v. d. | Přimdský les          | severozápadně od Lesné                       |             |
| Tchoří vrch                      | 571,8               | 49°40′55″ s. š., 12°33′45″ v. d. | Přimdský les          | severně od Rozvadova                         |             |
| Tišina                           | 786,5               | 49°52′8″ s. š., 12°32′45″ v. d.  | Dyleňský les          | severozápadně od Žďáru                       |             |
| Tišina                           | 687,7               | 49°55′7″ s. š., 12°51′32″ v. d.  | Bezdružická vrchovina | severozápadně od Hanova                      |             |
| Tomáška                          | 631,3               | 49°39′52″ s. š., 12°37′41″ v. d. | Přimdský les          | východně od Milíře                           |             |
| Triangl (Na Vrchu)               | 525,0               | 49°45′24″ s. š., 12°41′37″ v. d. | Tachovská brázda      | východně od Částkova                         | [ 2 ] [ 3 ] |
| Trdlina                          | 608,0               | 49°53′14″ s. š., 12°48′53″ v. d. | Bezdružická vrchovina | jižně od Hostíčkova                          |             |
| Třešňovec                        | 606,6               | 49°42′18″ s. š., 12°41′ v. d.    | Přimdský les          | jihovýchodně od Labutě                       |             |
| Třešňovka                        | 518,3               | 49°48′59″ s. š., 12°54′42″ v. d. | Stříbrská pahorkatina | východně od Černošína                        |             |
| Třískolupský vrch                | 531,8               | 49°37′51″ s. š., 12°34′36″ v. d. | Kateřinská kotlina    | západně od Diany                             |             |
| Tuněchodský vrch                 | 463,8               | 49°40′40″ s. š., 12°54′47″ v. d. | Stříbrská pahorkatina | severozápadně od Tuněchod                    | [ 2 ]       |
| U Jezírka                        | 501,1               | 49°37′16″ s. š., 12°32′ v. d.    | Kateřinská kotlina    | západně od Diany                             |             |
| U Kapličky                       | 547,9               | 49°52′16″ s. š., 12°39′29″ v. d. | Tachovská brázda      | severovýchodně od Chodského Újezdu           |             |
| U Kapličky                       | 624,2               | 49°53′15″ s. š., 12°46′2″ v. d.  | Bezdružická vrchovina | jihozápadně od Výškova                       |             |
| U Kostela                        | 589,6               | 49°50′2″ s. š., 12°46′11″ v. d.  | Bezdružická vrchovina | ve Vysokém Sedlišti                          |             |
| U Kříže                          | 494,8               | 49°46′33″ s. š., 12°44′35″ v. d. | Tachovská brázda      | severozápadně od Jemnice                     |             |
| U Křížku (U Křížků)              | 557,6               | 49°36′50″ s. š., 12°46′24″ v. d. | Chodská pahorkatina   | jižně od Dehetné                             | [ 3 ]       |
| U Myslivny                       | 796,8               | 49°46′31″ s. š., 12°27′58″ v. d. | Přimdský les          | západně od Zadních Milířů                    |             |
| U Ovčína                         | 636,3               | 49°52′4″ s. š., 12°47′10″ v. d.  | Bezdružická vrchovina | severně od Otína                             |             |
| U Rozcestí                       | 518,4               | 49°46′19″ s. š., 12°41′26″ v. d. | Tachovská brázda      | jižně od Trnové                              |             |
| U Rozhledny                      | 503,1               | 49°46′31″ s. š., 12°42′39″ v. d. | Tachovská brázda      | západně od Lhotky                            |             |
| U Samoty                         | 591,0               | 49°52′28″ s. š., 12°49′6″ v. d.  | Bezdružická vrchovina | západně od Vysokého Jamného                  |             |
| U Silnice                        | 498,1               | 49°47′49″ s. š., 12°53′22″ v. d. | Stříbrská pahorkatina | jihovýchodně od Lažan                        |             |
| U Školky                         | 805,3               | 49°45′36″ s. š., 12°27′53″ v. d. | Přimdský les          | západně od Lesné                             |             |
| U Tuněchod                       | 480,3               | 49°40′35″ s. š., 12°56′20″ v. d. | Stříbrská pahorkatina | východně od Tuněchod                         |             |
| U Valchy                         | 468,1               | 49°39′13″ s. š., 12°46′58″ v. d. | Tachovská brázda      | severně od Valchy                            |             |
| Uhlířský vrch                    | 649,5               | 49°48′24″ s. š., 12°30′48″ v. d. | Přimdský les          | jihozápadně od Obory                         |             |
| Uhlířský vršek                   | 617,6               | 49°48′5″ s. š., 12°31′14″ v. d.  | Přimdský les          | jihozápadně od Obory                         |             |
| Úšavský vrch                     | 680,2               | 49°44′20″ s. š., 12°38′34″ v. d. | Přimdský les          | jižně od Maršových Chodů                     |             |
| V Březince                       | 576,2               | 49°37′41″ s. š., 12°48′52″ v. d. | Chodská pahorkatina   | východně od Bernartic                        |             |
| V Bučině                         | 571,2               | 49°38′24″ s. š., 12°36′58″ v. d. | Přimdský les          | severovýchodně od Diany                      |             |
| V Klukách                        | 478,6               | 49°44′10″ s. š., 12°56′13″ v. d. | Stříbrská pahorkatina | západně od Vrbice u Stříbra                  |             |
| V Lesíku                         | 562,0               | 49°42′31″ s. š., 12°39′50″ v. d. | Přimdský les          | západně od Labutě                            |             |
| V Lomu                           | 512,8               | 49°43′22″ s. š., 12°43′41″ v. d. | Tachovská brázda      | severozápadně od Lužné                       |             |
| V Mezině                         | 611,3               | 49°52′16″ s. š., 12°52′5″ v. d.  | Bezdružická vrchovina | jižně od Lestkova                            |             |
| V Oboře                          | 523,3               | 49°41′4″ s. š., 12°46′20″ v. d.  | Tachovská brázda      | severovýchodně od Souměře                    |             |
| Václavský kopec                  | 676                 | 49°44′19″ s. š., 12°39′10″ v. d. | Přimdský les          | jihozápadně od Úšavy                         | [ 3 ]       |
| Valaší vrch                      | 560,1               | 49°51′4″ s. š., 12°50′7″ v. d.   | Stříbrská pahorkatina | západně od Kořenu                            |             |
| Valuška                          | 483,1               | 49°39′15″ s. š., 12°55′37″ v. d. | Stříbrská pahorkatina | severně od Telic                             |             |
| Vápencový vrch                   | 587,8               | 49°47′46″ s. š., 12°35′59″ v. d. | Přimdský les          | západně od Tachova                           |             |
| Ve Skalkách                      | 767,8               | 49°51′54″ s. š., 12°33′39″ v. d. | Dyleňský les          | severozápadně od Žďáru                       |             |
| Ve Smrčí                         | 586,6               | 49°51′27″ s. š., 12°48′25″ v. d. | Bezdružická vrchovina | východně od Otína                            |             |
| Velký vrch                       | 729,1               | 49°46′6″ s. š., 12°35′31″ v. d.  | Přimdský les          | jihozápadně od Studánky                      |             |
| Vlčí hora                        | 703,6               | 49°48′38″ s. š., 12°51′20″ v. d. | Stříbrská pahorkatina | jihovýchodně od Třebele                      |             |
| Vlčí jámy                        | 502,8               | 49°41′3″ s. š., 12°47′54″ v. d.  | Tachovská brázda      | jihovýchodně od Nového Dvora                 |             |
| Vodárna (Modřínový kopec)        | 564,7               | 49°44′46″ s. š., 12°40′8″ v. d.  | Přimdský les          | západně od Úšavy                             | [ 2 ] [ 3 ] |
| Vraní vrch                       | 481,6               | 49°38′47″ s. š., 12°51′20″ v. d. | Chodská pahorkatina   | severovýchodně od Racova                     |             |
| Vrchová                          | 518,9               | 49°38′26″ s. š., 12°57′23″ v. d. | Stříbrská pahorkatina | severozápadně od Jivjan                      | [ 2 ] [ 3 ] |
| Vršek                            | 515,0               | 49°38′29″ s. š., 12°43′47″ v. d. | Tachovská brázda      | jihovýchodně od Třískolup                    |             |
| Vřesina                          | 478,0               | 49°41′53″ s. š., 12°53′45″ v. d. | Stříbrská pahorkatina | západně od Brodu u Stříbra                   |             |
| Vřesina                          | 519,8               | 49°47′35″ s. š., 12°55′43″ v. d. | Stříbrská pahorkatina | jihovýchodně od Pytlova                      | [ 2 ] [ 3 ] |
| Výhled                           | 573,0               | 49°39′38″ s. š., 12°45′22″ v. d. | Tachovská brázda      | jihozápadně od Stráže                        |             |
| Výhledy                          | 591,2               | 49°49′2″ s. š., 12°47′3″ v. d.   | Bezdružická vrchovina | severně od Pavlovic                          |             |
| Vysoká                           | 563,7               | 49°47′47″ s. š., 12°36′44″ v. d. | Přimdský les          | západně od Tachova                           |             |
| Vysoká                           | 525,6               | 49°43′18″ s. š., 12°54′24″ v. d. | Stříbrská pahorkatina | jihovýchodně od Benešovic                    |             |
| Vysoká skála                     | 496,2               | 49°43′5″ s. š., 12°55′46″ v. d.  | Stříbrská pahorkatina | jihozápadně od Lázu                          |             |
| Vystrý                           | 610,6               | 49°37′46″ s. š., 12°40′43″ v. d. | Přimdský les          | severozápadně od Třemešného                  |             |
| Výšina                           | 622,8               | 49°49′33″ s. š., 12°33′34″ v. d. | Přimdský les          | východně od Horní Výšiny                     |             |
| Výška                            | 506                 | 49°49′4″ s. š., 12°43′5″ v. d.   | Tachovská brázda      | východně od Lomu u Tachova                   | [ 3 ]       |
| Za Humny                         | 643                 | 49°52′45″ s. š., 12°46′23″ v. d. | Bezdružická vrchovina | západně od Křížence                          | [ 2 ]       |
| Za Městem                        | 561,7               | 49°52′50″ s. š., 12°44′48″ v. d. | Tachovská brázda      | severně od Plané                             |             |
| Zadní kopec                      | 490,0               | 49°49′32″ s. š., 13°1′17″ v. d.  | Stříbrská pahorkatina | západně od Sviňomaz                          |             |
| Zářečí                           | 498,6               | 49°50′12″ s. š., 12°58′39″ v. d. | Stříbrská pahorkatina | severně od Cebivi                            |             |
| Zelený vrch                      | 620,0               | 49°49′18″ s. š., 12°34′17″ v. d. | Přimdský les          | jihozápadně od Halže                         |             |
| Zhořský vrch                     | 538,1               | 49°39′50″ s. š., 12°57′17″ v. d. | Stříbrská pahorkatina | severovýchodně od Zhoře                      |             |
| Židovská stráň                   | 650,5               | 49°40′11″ s. š., 12°38′21″ v. d. | Přimdský les          | východně od Milířů                           |             |
| Židův les                        | 590,2               | 49°53′41″ s. š., 12°36′5″ v. d.  | Dyleňský les          | severozápadně od Broumova                    |             |